# Have Yourself a Very KT Christmas
Have yourself a very KT Christmas (también conocido como Sounds of the Season: The KT Tunstall Holiday Collection) es un EP de KT Tunstall lanzado en el 2007, de temática navideña. "2000 Miles," un cover de Pretenders es la primera canción lanada en las radios.

## Canciones
1. "2000 Miles"
2. "Christmas (Baby Please Come Home)"
3. "Mele Kalikimaka (Christmas in Hawaii)"
4. "Sleigh Ride"
5. "Fairytale of New York"
6. "Lonely This Christmas"

## Posicionamiento
| Listas (2007)            | Posición más alta |
| ------------------------ | ----------------- |
| U.S Billboard 200 Albums | 188               |